# Astragalus cylleneus
Astragalus cylleneus es una especie de planta del género Astragalus, de la familia de las leguminosas, orden Fabales.

## Distribución
Astragalus cylleneus se distribuye por Grecia (Peloponeso).

## Taxonomía
Fue descrita científicamente por Fischer. Fue publicada en Bull. Soc. Imp. Naturalistes Moscou 26(II): 355 (1853).